# The Legend of Zelda: Phantom Hourglass
| Recensioner     | Recensioner     |
| Recensionsbetyg | Recensionsbetyg |
| Publikation     | Betyg           |
| --------------- | --------------- |
| Gamespot        | [ 1 ]           |
| Gamespy         | [ 2 ]           |
| IGN             | [ 3 ]           |

The Legend of Zelda: Phantom Hourglass (förkortat PH) är ett spel i The Legend of Zelda-serien till Nintendo DS som tar vid där The Legend of Zelda: The Wind Waker slutade. Spelet var till en början tänkt att bygga på spelet The Legend of Zelda: Four Swords Adventures, men kom med tiden att utvecklas alltmer åt The Wind Waker.
Phantom Hourglass använder sig av cel-shading och låter spelare utmana varandra lokalt eller via internet med hjälp av Nintendo Wi-Fi Connection. Spelet är i regel mera i 3D-format än tidigare portabla spel i serien. Segelbåten byts mot ett ångfartyg och Link får användning för DS-stylusen när han ska utföra olika förmågor. Spelet kan köras i både enspelar- och tvåspelalägen då man kan möta en vän och det går också att spela Wi-Fi på. Antagonisten i detta spel är varken Ganondorf eller Vaati utan en ny varelse vid namn Bellum. Bellum är en fantom som tagit över den mäktige Oceankungens tempel, och utnyttjar Oceankungens makt för att skapa monster.